# Arturo Puricelli

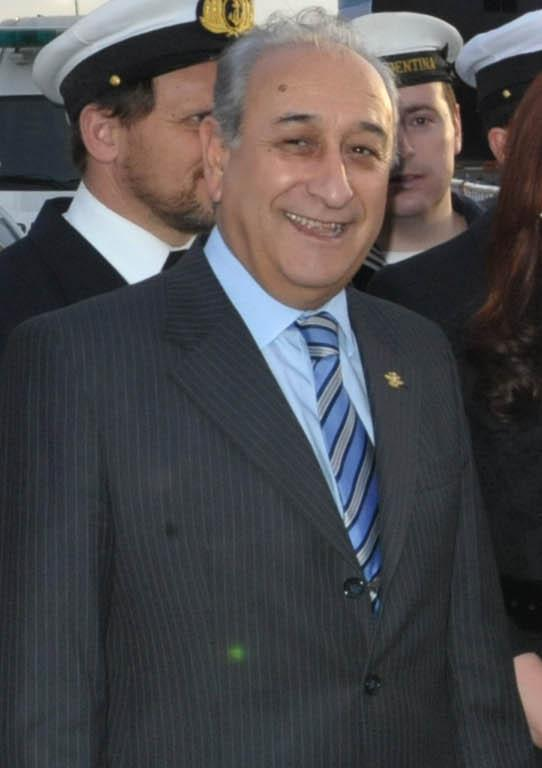
Arturo Puricelli

Arturo Puricelli (* 8. Oktober 1947 in Río Gallegos) ist ein argentinischer Rechtsanwalt und Politiker der Peronistischen Partei.

## Leben
Puricelli studierte Rechtswissenschaften an der Universidad Nacional del Litoral in Santa Fe. Nach seinem Studium eröffnete er 1976 eine eigene Rechtsanwaltskanzlei. Vom 10. Dezember 1983 bis 10. Dezember 1987 war Puricelli Gouverneur der Provinz Santa Cruz. Puricelli war in der Regierung von Cristina Fernández de Kirchner als Nachfolger von Nilda Garré vom 15. Dezember 2010 bis zum 3. Juni 2013 Verteidigungsminister in Argentinien.
Sein Nachfolger wurde Agustín Rossi.